# Jordan Loveridge
Jordan Loveridge (ur. 26 listopada 1993 w West Jordan) – amerykański koszykarz, występujący na pozycji niskiego skrzydłowego, obecnie zawodnik Miasta Szkła Krosno.
W 2012 został wybrany najlepszym zawodnikiem amerykańskich szkół średnich stanu Utah (Utah Gatorade Player of the Year, Utah Mr. Basketball), zaliczono go również do I składu Parade All-American.

## Osiągnięcia
Stan na 22 sierpnia 2018, na podstawie, o ile nie zaznaczono inaczej.
NCAA
- Uczestnik rozgrywek:
  - Sweet 16 turnieju NCAA (2015)
  - II rundy turnieju NCAA (2015, 2016)
- Zaliczony do składu All-Pac-12 honorable mention (2016)
- Członek drużyny gwiazd konferencji Pac-12, która odbyła trasę po Chinach (2014)

Klubowe
- 4. miejsce podczas mistrzostw Węgier (2017)